# Veteranos en Irlanda
La Organización Nacional de Hombres y Mujeres Retirados (Óglaigh Náisiúnta Na hÉireann Teoranta en irlandés) es una organización de apoyo al personal retirado de las Fuerzas de Defensa Irlandesas.
Esta organización comenzó operaciones aproximadamente en 1950 y fue formada como una fusión de diferentes organizaciones de veteranos que habían surgido después de que soldados, marinos y aviadores fueran "desmovilizados" por el naciente Ejército del Estado Libre Irlandés que rindieron servicios durante La Emergencia. La Emergencia abarcó el periodo de 1939 a 1946, casi el mismo periodo de la Segunda Guerra Mundial. Durante este tiempo, aproximadamente 140.000 soldados, marinos, aviadores, policías y personal de la Cruz Roja sirvieron en las Fuerzas de Defensa Irlandesas. La Federación Nacional de Ex Hombres de Servicio Irlandeses y la Asociación Regular de Ex Hombres de Servicio (Fuerzas de Defensa) fueron dos de las organizaciones que se juntaron. Esta fue la primera vez que una organización unificada de veteranos fue formada en la República de Irlanda.

## Formación y nombre
El nombre inicial para la organización fue "Organización Irlandesa de Ex Hombres de Servicio". Esta fue pronto convertida a la irlandesa "Óglaigh Náisiúnta na hÉireann". La nueva organización adoptó un emblema parecido a la insignia del Ejército del Estado Libre e incorporó el número uno (1) en el diseño significando la unión de los diferentes grupos. Para esa época la organización era conocida como O.N.E. y el uno (one en inglés) formaba parte del emblema de la organización para la fecha. El primer presidente fue el mayor general Hugo McNeill y los vicepresidentes fueron el senador Victor Carton PC, el teniente coronel Fred O’Connor, el Sr. Eoin O’Riain B.L. y el Sr. Thomas Holt. El mayor Patrick J McDonagh fue jefe del Comité Ejecutivo Nacional y el comandante Peter Duffy fue el secretario nacional honorario.
La organización fue organizada democráticamente desde sus inicios y tuvo convenciones anuela desde 1950 hasta 1999 para elegir al Comité Ejecutivo Nacional. Desde junio de 2000 en adelante la organización se convirtió en una sociedad limitada con estatus caritativo bajo el Acta de Sociedades de 1963, siguiendo una resolución especial presentada a los miembros en una reunión general extraordinaria llevada en Cobh, Condado de Cork bajo la dirección de Jack Gilmartin, original de Dublín pero residente de Cobh.
La nueva sociedad formada añadió TeorantA (limitado en gaélico) a su nombre y ahora es conocida como O.N.E.T. La nueva organización adoptó un "Memorandum de Asociación" y "Artículos de Asociación" los cuales gobiernan cómo la sociedad interactúa con las personas, agencias de gobiernos, etc. así como establecer las regulaciones que rigen las relaciones entre los accionistas y los directores.

## Nuevo camino
El primer presidente del recién formado Consejo de Directores fue el Capitán Patrick T. Rooney, nativo de Drogheda, Condado de Louth.  El Capitán Rooney tenía sobre treinta y siete años de servicio con el 8.º Batallón, FCA (Reserva Fuerza de Defensa) estacionado a lo largo de la frontera entre la República de Irlanda e Irlanda del Norte en el Condado Louth. El primer Secretario fue Pat Dunleavy, originario de Mullingar, Condado de Westmeath, quien sirvió con el 4.º Regimiento en Mullingar, 2.º Garrison S&T, el Cuerpo de Transporte en Dublín y junto a las fuerzas de la ONU en el Congo. En octubre de 2003 el Sr. Joe Lynch fue seleccionado como el primer Jefe Ejecutivo Oficial de la nueva sociedad. El presidente corriente del Consejo es el teniente general Gerry McMahon, jefe retirado de personal de las Fuerzas de Defensa, mientras que el jefe ejecutivo oficial corriente es Ollie O'Connor.
El Consejo de directores es electo directamente por los miembros de la ONET. Hay quince miembros del Consejo y cada año cinco miembros deben abandonar el cargo. Estos miembros pueden postularse para la reelección si lo desean.  El Consejo, en su reunión inaugural elige un presidente que sirve hasta la próxima asamblea. Cualquier miembro puede buscar la nominación y elección al Consejo. Los miembros deben votar en persona en cada asamblea anual o presenta su "voto por poder" antes de esa reunión. La Asamblea General Anual es llevada a cabo normalmente en Brú na bhFiann en el mes de junio.

## Servicio en la ONU
Irlanda se convirtió en miembro de la Organización de Naciones Unidas en 1955. Desde 1958, las Fuerzas de Defensa han tenido una presencia continua en misionas para mantener la paz, mayormente en Oriente Medio. El Congo fue el primer gran envolvimiento a escala que tuvieron las tropas irlandesas desde la fundación del Estado Libre Irlandés. El Congo Belga se convirtió en una república independiente el 30 de junio de 1960, y doce días más tarde el gobierno congolés pidió asistencia militar a la ONU para mantener la integridad de su territorio. El gobierno irlandés consintió una petición del Secretario General para que un contingente de tropas irlandesas sirvieran junto a las fuerzas de la Naciones Unidas en el Congo.  El 28 de julio de 1960 comenzó la participación. Seis mil ciento noventa y un (6.191) soldados irlandeses tomaron parte en la misión y veintiséis murieron. La mayor cantidad de bajas irlandesas ocurrió en Niemba, cuando nueve soldados fueron masacrados. La participación de Irlanda en la misión terminó el 30 de junio de 1964.
Este suceso es conmemorado cada año durante el sábado más cercano al aniversario de la masacre sucedida en Niemba. Normalmente sobre cien ex hombres y mujeres de servicio toman parte en el evento, así como dignatarios de las Fuerzas de Defensa, el departamento de Defensa y políticos.
Cada año la ONET conmemora la muerte de miembros de las Fuerzas de Defensa Irlandesas con una ceremonia en Arbor Hill, Dublín donde está localizado el cementerio del Alzamiento de Pascua ocurrido en 1916. Este evento es llamada en irlandés Lá na bhFiann. En el mismo participan ex hombres y mujeres de servicio, miembros de las Fuerzas de Defensa, oficiales del gobierno, el Lord Mayor de Dublín (cabeza simbólica del gobierno de Dublín), así como el público en general.

## Membresía y comunicación
La membresía está abierta para mujeres y hombres que hayan servido en las Fuerzas Permanentes de Defensa, la Reserva de las Fuerzas de Defensa, An Slua Muirí, An Fórsa Cosanta Áitiúil, Inspección Marítima, Fuerzas de Defensa Local, Fuerzas de Seguridad Local, el Servicio de Vigilancia Costera, la Cruz Roja Irlandesa, Cuerpos de Construcción o la Defensa Civil con por lo menos un año de servicio satisfactorio.  ONECONNECT es una revista publicada y distribuida a los miembros por correo.  En la revista se informa a los miembros sobre las actividades de caridad, próximos eventos, las cuentas anuales de la organización entre otros asuntos.